# Saigō Tsugumichi
Marechal-Almirante Marquês Saigō Jūdō (西郷 従道, também lido Saigō Tsugumichi) (1 de junho de 1843 - 18 de julho de 1902) foi um político e almirante japonês do período Meiji.

## Biografia

### Primeiros anos
Saigō nasceu em Shimokajiyachō, Kagoshima, filho do samurai Saigō Kichibe do Domínio de Satsuma. Ele era irmão de Saigō Takamori, outro importante militar japonês. Saigō mudou seu nome várias vezes ao longo de sua vida. Além dos dois listados acima, ele às vezes atendia pelo apelido de "Shingō". Seu nome verdadeiro era "Ryūkō" ou "Ryūdō" (隆興). É provável que ele também atendesse pelo nome de "Ryūsuke".
Após a Restauração Meiji, Saigō foi até um escritório do governo para registrar seu nome. Ele pretendia se registrar oralmente seu nome de batismo (Ryūkō ou Ryūdō). No entanto, o funcionário público ouviu mal seu nome e, portanto, tornou-se Jūdō (従道) de acordo com a lei. Ele não se importava particularmente, então nunca se preocupou em mudá-lo de volta. O nome "Tsugumichi" surgiu como uma pronúncia alternativa para os caracteres de seu nome.
Por recomendação de Arimura Shunsai, ele se tornou um monge budista que servia chá para o daimiô de Satsuma, Shimazu Nariakira. Depois de retornar à vida secular, ele se tornou um de um grupo de devotos seguidores de Arimura. Como um samurai Satsuma, ele participou da Guerra Anglo-Satsuma. Mais tarde, ele se juntou ao movimento para derrubar o xogunato Tokugawa.
Ele foi comandante do exército Satsuma, lutando na Batalha de Toba-Fushimi, bem como em outras batalhas no lado imperial da Guerra Boshin.

### Exército Imperial Japonês
Em 1869, dois anos após o estabelecimento do governo Meiji, Saigō foi para a Europa com o general Yamagata Aritomo para estudar as organizações, táticas e tecnologias militares europeias. Após seu retorno ao Japão, ele foi nomeado tenente-general do novo Exército Imperial Japonês. Ele comandou as forças expedicionárias japonesas na Invasão japonesa de Taiwan de 1874.
Em 1873, seu irmão Saigō Takamori renunciou ao governo, devido à rejeição de sua proposta de invadir a Coréia durante o debate Seikanron. Muitos outros oficiais da região de Satsuma seguiram o exemplo, no entanto, Saigō Jūdō continuou leal ao governo Meiji. Após a morte de seu irmão na Rebelião de Satsuma, Saigō Jūdō se tornou o principal líder político de Satsuma. De acordo com o sistema de nobreza kazoku promulgado em 1884, ele recebeu o título de conde (hakushaku).

### Oficial do governo
Saigō ocupou uma série de cargos importantes no gabinete de Itō Hirobumi, incluindo Ministro da Marinha.
Como Ministro de Assuntos Internos, Saigō pressionou fortemente pela pena de morte para Tsuda Sanzō, acusado pelo incidente de Ōtsu de 1891, e ameaçou Kojima Korekata caso a sentença fosse mais branda.
Em 1892, ele foi nomeado para o Conselho Privado como um dos genrō. No mesmo ano, ele fundou um partido político conhecido como Kokumin Kyōkai (国民協会, Partido Cooperativo do Povo).
Em 1894, Saigō recebeu o posto de almirante, em reconhecimento ao seu papel como ministro da Marinha, e seu título de nobreza foi elevado ao de marquês.
Em 1898, a Marinha Imperial Japonesa concedeu-lhe o título honorário de Marechal-Almirante. A classificação é equivalente a Almirante da Frota ou Grande Almirante.